# أتليداي
أتليداي (بالآيسلندية: Elliðaey)‏ هي جزيرةٌ صغيرةٌ جنوب آيسلندا، وتُعد أقصى شمال شرق فيستماننايجار (جزر يستمان)، وهي أرخبيلٌ يتكون من 15 إلى 18 جزيرة مع صخورٍ مُتنوعة صغيرة الحجم.

## الجغرافيا
تبلغ مساحة الجزيرة 0.45 كيلومترًا مربعًا (110 أكرًا؛ 45 هكتارًا)، مما يجعلها ثالث أكبر جزيرة في الأرخبيل. لا يُوجد بها سكانٌ دائمون وليست موطنًا لكثيرٍ من أشكال الحياة البرية باستثناء توافر البفن.
بنت جمعية أتليداي للصيد (بالإنجليزية: Elliðaey Hunting Association)‏ كوخًا للصيد هناك، وهو المبنى الوحيد في الجزيرة، حيث كان قد بُنيَّ عام 1953.
لا تعيشُ المغنية والفنانة الآيسلندية بيورك في الجزيرة، وذلك على عكس سوء الفهم السائد بين المعجبين الأجانب. حيث يأتي هذا الاعتقاد الخاطئ من خطابٍ ألقاه رئيس الوزراء الآيسلندي، والذي قال في عام 2000 أنه سيكون على استعداد للسماح لبيورك بالعيش مجانًا في جزيرة بايدافردُر [الإنجليزية]، والتي تسمى أيضًا أتليداي. ولكن على الرغم من هذا، إلا أنَّ الفنانة لم تشترِ تلك الجزيرة أو أي منزلٍ فيها، وليس لها أي صلة في أتليداي الموجودة في فيستماننايجار.